# Чехия на летних Олимпийских играх 2000
Чехия принимала участие в Летних Олимпийских играх 2000 года в Сиднее (Австралия) во второй раз за свою историю, и завоевала три серебряные, три бронзовые и две золотые медали. Сборную страны представляли 33 женщины.

## 01!Золото
- Лёгкая атлетика, мужчины, метание копья — Ян Железный
- Каноэ, женщины — Штепанка Гилгертова.

## 02!Серебро
- Лёгкая атлетика, мужчины, десятиборье — Роман Шебрле.
- Стрельба, мужчины — Петр Малек.
- Бокс, мужчины — Рудольф Край.

## 03!Бронза
- Каноэ, мужчины — Марек Йирас и Томаш Мадер.
- Стрельба, мужчины — Мартин Тенк.
- Триатлон, мужчины — Ян Ржегула.

## Результаты соревнований

### Академическая гребля
В следующий раунд из каждого заезда проходили несколько лучших экипажей (в зависимости от дисциплины). В финал A выходили 6 сильнейших экипажей, остальные разыгрывали места в утешительных финалах B-D.
Мужчины
| Соревнование | Спортсмены    | Предварительный заезд | Предварительный заезд | Предварительный заезд | Отборочный заезд | Отборочный заезд | Отборочный заезд | Полуфинал     | Полуфинал     | Полуфинал     | Финал   | Финал   | Итоговое место |
| Соревнование | Спортсмены    | Заезд                 | Время                 | Место                 | Заезд            | Время            | Место            | Заезд         | Время         | Место         | Время   | Место   | Итоговое место |
| ------------ | ------------- | --------------------- | --------------------- | --------------------- | ---------------- | ---------------- | ---------------- | ------------- | ------------- | ------------- | ------- | ------- | -------------- |
| одиночки     | Вацлав Халупа | 3                     | 7:04,00               | 2                     | 3                | 7:17,53          | 2 Q              | Полуфинал A/B | Полуфинал A/B | Полуфинал A/B | Финал B | Финал B | 11             |
| одиночки     | Вацлав Халупа | 3                     | 7:04,00               | 2                     | 3                | 7:17,53          | 2 Q              | 2             | 7:30,28       | 5             | DNS     | DNS     | 11             |

### Велоспорт

#### Трековый велоспорт
Всего спортсменов — 3
После квалификации лучшие спортсмены по времени проходили в раунд на выбывание, где проводили заезды одновременно со своим соперником. Лучшие спортсмены по времени проходили в следующий раунд.
Мужчины
| Спортсмен                          | Соревнование     | Квалификация | Квалификация | 1\4 финала     | 1\2 финала     | Финал Матч за 3-е место | Место |
| Спортсмен                          | Соревнование     | Время        | Место        | Соперник Время | Соперник Время | Соперник Время          | Место |
| ---------------------------------- | ---------------- | ------------ | ------------ | -------------- | -------------- | ----------------------- | ----- |
| Павел Буран Мартин Полак Иван Врба | командный спринт | 46,276       | 11           | Не прошли      |                | Не прошли               | 11    |

Победители определялись по результатам одного соревновательного дня. В гите победителей определяли по лучшему времени, показанному на определённой дистанции, а в гонке по очкам и мэдисоне по количеству набранных баллов.
Мужчины
| Спортсмен    | Соревнование | Результат         | Место |
| Спортсмен    | Соревнование | Время Очки        | Место |
| ------------ | ------------ | ----------------- | ----- |
| Мартин Полак | Гит с места  | 1:05,851 (+4,242) | 13    |

### Дзюдо
Спортсменов — 1
Соревнования по дзюдо проводились по системе на выбывание. В утешительные раунды попадали спортсмены, проигравшие полуфиналистам турнира. Два спортсмена, одержавших победу в утешительном раунде, в поединке за бронзу сражались с проигравшими в полуфинале.
Женщины
| Соревнование | Спортсмены        | Первый раунд                      | 1/8 финала            | Четвертьфинал         | Полуфинал             | Финал                 | Место |
| Соревнование | Спортсмены        | Соперник Результат                | Соперник Результат    | Соперник Результат    | Соперник Результат    | Соперник Результат    | Место |
| ------------ | ----------------- | --------------------------------- | --------------------- | --------------------- | --------------------- | --------------------- | ----- |
| до 57 кг     | Михаэла Вернерова | Ч. Кавадзутти (ITA) П 0000 — 0001 | Завершила выступление | Завершила выступление | Завершила выступление | Завершила выступление | —     |

### Плавание
Спортсменов — 5
В следующий раунд на каждой дистанции проходили лучшие спортсмены по времени, независимо от места занятого в своём заплыве.
Мужчины
| Спортсмен       | Соревнование        | Предварительные заплывы | Предварительные заплывы | Полуфиналы | Полуфиналы | Финал     | Финал     |
| Спортсмен       | Соревнование        | Результат               | Место                   | Результат  | Место      | Результат | Место     |
| --------------- | ------------------- | ----------------------- | ----------------------- | ---------- | ---------- | --------- | --------- |
| Властимил Бурда | 400 м вольный стиль | 3:54,40                 | 19                      |            |            | Не прошёл | Не прошёл |
| Даниэль Малек   | 100 м брасс         | 1:01,56                 | 2                       | 1:01,60    | 6          | 1:01,50   | 5         |
| Ян Витазка      | 400 м комплекс      | 4:23,81                 | 23                      |            |            | Не прошёл | Не прошёл |

Женщины
| Спортсменка      | Соревнование         | Предварительные заплывы | Предварительные заплывы | Полуфиналы | Полуфиналы | Финал     | Финал     |
| Спортсменка      | Соревнование         | Результат               | Место                   | Результат  | Место      | Результат | Место     |
| ---------------- | -------------------- | ----------------------- | ----------------------- | ---------- | ---------- | --------- | --------- |
| Хана Черна       | 400 м вольным стилем | 4:17,96                 | 26                      |            |            | Не прошла | Не прошла |
| Илона Главачкова | 100 м на спине       | 1:03,28                 | 22                      | Не прошла  | Не прошла  | Не прошла | Не прошла |
| Хана Черна       | 400 м комплекс       | 4:44,11                 | 9                       |            |            | Не прошла | Не прошла |

### Прыжки в воду
Спортсменов — 1
В индивидуальных прыжках в предварительных раундах складывались результаты квалификации и полуфинальных прыжков. По их результатам в финал проходило 12 спортсменов. В финале они начинали с результатами полуфинальных прыжков.
Мужчины
| Спортсмен       | Соревнование | Квалификация | Квалификация | Полуфинал | Полуфинал | Всего     | Финал     | Финал     | Всего  | Место |
| Спортсмен       | Соревнование | Очков        | Место        | Очков     | Место     | Всего     | Очков     | Место     | Всего  | Место |
| --------------- | ------------ | ------------ | ------------ | --------- | --------- | --------- | --------- | --------- | ------ | ----- |
| Ярослав Макохин | трамплин     | 311,67       | 39           | Не прошёл | Не прошёл | Не прошёл | Не прошёл | Не прошёл | 311,67 | 39    |

### Стрельба
Всего спортсменов — 4
После квалификации лучшие спортсмены по очкам проходили в финал, где продолжали с очками, набранными в квалификации. В некоторых дисциплинах квалификация не проводилась. Там спортсмены выявляли сильнейшего в один раунд.
Мужчины
| Спортсмен         | Соревнование   | Квалификация | Место | Финал     | Место     | Всего | Место |
| ----------------- | -------------- | ------------ | ----- | --------- | --------- | ----- | ----- |
| Мартин Тенк       | Пистолет, 10 м | 578          | 11    | Не прошёл | Не прошёл | 578   | 11    |
| Давид Костелецкий | Трап           | 116          | 3     | 22        | 6         | 138   | 6     |
| Иржи Гах          | Трап           | 106          | 32    | Не прошёл | Не прошёл | 106   | 32    |

Женщины
| Спортсмен   | Соревнование   | Квалификация | Место | Финал     | Место     | Всего | Место |
| ----------- | -------------- | ------------ | ----- | --------- | --------- | ----- | ----- |
| Люси Валова | Винтовка, 10 м | 388          | 36    | Не прошла | Не прошла | 388   | 36    |

### Триатлон
Спортсменов — 4
Триатлон дебютировал в программе летних Олимпийских игр. Соревнования состояли из 3 этапов — плавание (1,5 км), велоспорт (40 км), бег (10 км).
Мужчины
| Спортсмен      | Соревнование      | Плавание | Велоспорт | Бег      | Итоговое время | Место | Отставание |
| -------------- | ----------------- | -------- | --------- | -------- | -------------- | ----- | ---------- |
| Ян Ржехула     | личное первенство | 18:11,89 | 59:13,50  | 31:21,25 | 1:48:46,64     | 3     |            |
| Мартин Крнавек | личное первенство | 18:11,39 | 59:21,60  | 32:05,02 | 1:49:38,01     | 13    | +01:13,99  |
| Филип Оспалый  | личное первенство | 18:07,79 | DNF       | DNF      | DNF            | —     | —          |

Женщины
| Спортсмен      | Соревнование      | Плавание | Велоспорт  | Бег      | Итоговое время | Место | Отставание |
| -------------- | ----------------- | -------- | ---------- | -------- | -------------- | ----- | ---------- |
| Рената Беркова | личное первенство | 19:48,78 | 1:09:49,30 | 38:30,29 | 2:08:08,37     | 29    |            |

### Тяжёлая атлетика
Спортсменов — 1
В рамках соревнований по тяжёлой атлетике проводятся два упражнения — рывок и толчок. В каждом из упражнений спортсмену даётся 3 попытки, в которых он может заказать любой вес, кратный 2,5 кг. Победитель определяется по сумме двух упражнений. Единственным представителем Чехии в тяжёлой атлетике стал Пётр Соботка, который выступил в соревнованиях в категории свыше 105 кг. На Играх Соботке не удалось показать высокий результат и, показав сумму 392,5 кг, он занял 14-е место.
Мужчины
| Категория    | Спортсмен    | Вес    | Рывок | Рывок | Рывок | Толчок | Толчок | Толчок | Всего | Место |
| Категория    | Спортсмен    | Вес    | 1     | 2     | 3     | 1      | 2      | 3      | Всего | Место |
| ------------ | ------------ | ------ | ----- | ----- | ----- | ------ | ------ | ------ | ----- | ----- |
| свыше 105 кг | Пётр Соботка | 155,06 | 170,0 | 175,0 | 180,0 | 210,0  | 215,0  | 217,5  | 392,5 | 14    |